# Weltmeisterschaften im Trampolinturnen 1994
Die 18. Turn-Weltmeisterschaften im Trampolinturnen fanden 1994 in Porto, Portugal statt.

## Ergebnisse

### Männer Einzel
| Rang | Land     | Turner               |
| ---- | -------- | -------------------- |
|      | Russland | Alexander Moskalenko |
|      | Belarus  | Dsmitryj Poljarusch  |
|      | Belarus  | Mikalaj Kasak        |

### Männer Team
| Rang | Land       | Turner                                                                     |
| ---- | ---------- | -------------------------------------------------------------------------- |
|      | Belarus    | Mikalaj Kasak Dsmitryj Poljarusch Wjatscheslaw Morossow Dennis Schischow   |
|      | Russland   | Alexander Moskalenko German Chnytschew Igor Durnew Aleksandr Daniltschenko |
|      | Frankreich | Fabrice Henrique Fabrice Schwertz Dennis Passemard Jean-Pierre Thorn       |

### Synchron Männer
| Rang | Land     | Turner                                       |
| ---- | -------- | -------------------------------------------- |
|      | Russland | Alexander Moskalenko Alexander Daniltschenko |
|      | Belarus  | Dsmitryj Poljarusch Jewgeni Beljajew         |
|      | Ukraine  | Igor Sokolowsky Jurij Nikitin                |

### Doppel Mini-Trampolin Männer
| Rang | Land       | Turner         |
| ---- | ---------- | -------------- |
|      | Portugal   | Jorge Pereira  |
|      | Australien | Adrian Wareham |
|      | Portugal   | Luis Nunes     |

### Doppel Mini-Trampolin Team Männer
| Rang | Land        | Turner                                                      |
| ---- | ----------- | ----------------------------------------------------------- |
|      | Deutschland | Steffen Eislöffel Pascual Robles Uwe Marquadt Jörg Gehrke   |
|      | Portugal    | Diego Faria Luis Nunes Jorge Pereira Carlos Nobre           |
|      | Australien  | Adrian Wareham Michael Johnson Ji Wallace Paul Vavnor       |
|      | Kanada      | Jeremy Brock Michel Greene Dominic Jacenais Angelo Despotas |

### Tumbling Männer
| Rang | Land               | Turner            |
| ---- | ------------------ | ----------------- |
|      | Polen              | Adrian Sinkiewicz |
|      | Vereinigte Staaten | Rayshine Harris   |
|      | Frankreich         | Pascal Eouzan     |

### Tumbling Team Männer
| Rang | Land               | Turner                                                          |
| ---- | ------------------ | --------------------------------------------------------------- |
|      | Vereinigte Staaten | Jon Beck Rayshine Harris Rashaan Sampson Daniel Aldea           |
|      | Polen              | Krzysztof Wilusz Adrian Sinkiewicz Tomasz Kies Jerzy Trzaska    |
|      | Frankreich         | Pascal Eouzan Stephane Bayol Franck Salcines Christophe Freroux |

### Damen Einzel
| Rank | Land                   | Turnerin         |
| ---- | ---------------------- | ---------------- |
|      | Russland               | Irina Karawajewa |
|      | Vereinigtes Königreich | Andrea Holmes    |
|      | Russland               | Tatiana Luschina |

### Damen Team
| Rank | Land                   | Turnerin                                                            |
| ---- | ---------------------- | ------------------------------------------------------------------- |
|      | Russland               | Tatiana Luschina Irina Slonowa Irina Karawajewa Natascha Tschernowa |
|      | Ukraine                | Lada Tsebrenko Olena Mowtschan Oksana Zyhuljowa Larissa Chrestschik |
|      | Vereinigtes Königreich | Andrea Holmes Claire Wright Sue Challis Lorraine Lyon               |

### Synchron Damen
| Rang | Land        | Turner                              |
| ---- | ----------- | ----------------------------------- |
|      | Deutschland | Hiltrud Roewe Tina Ludwig           |
|      | Belarus     | Galina Lebedjewa Natalia Karpenkowa |
|      | Ukraine     | Oksana Zyhuljowa Olena Mowtschan    |

### Doppel Mini-Trampolin Damen
| Rang | Land               | Turner           |
| ---- | ------------------ | ---------------- |
|      | Neuseeland         | Kylie Walker     |
|      | Vereinigte Staaten | Jaime Strandmark |
|      | Vereinigte Staaten | Kimberly Sans    |

### Doppel Mini-Trampolin Team Damen
| Rang | Land               | Turner                                                        |
| ---- | ------------------ | ------------------------------------------------------------- |
|      | Vereinigte Staaten | Jennifer Sans Jaime Strandmark Jennifer Parilla Kimberly Sans |
|      | Neuseeland         | Alana Boulton Kylie Walker Tiffany Smith Angela O’Brien       |
|      | Deutschland        | Ute Springub Gretje Reinemer Nadine Intrup Nicole Krüger      |

### Tumbling Damen
| Rang | Land       | Turner              |
| ---- | ---------- | ------------------- |
|      | Frankreich | Chrystel Robert     |
|      | Frankreich | Christelle Giroud   |
|      | Belgien    | Sigy van Rentenghem |

### Tumbling Team Damen
| Rang | Land       | Turner                                                              |
| ---- | ---------- | ------------------------------------------------------------------- |
|      | Frankreich | Chrystel Robert Corinne Robert Christelle Giroud Marie Guinet       |
|      | Belgien    | Mireille Meermans Yolanda Wouters Sigy van Rentenghem Patricia Nolf |
|      | Kanada     | Kris Smeelen Karen Stevens Allison Wammel Tammy Thrasher            |

### Medaillenspiegel
| Rang | Nation                 | Gold | Silber | Bronze | Gesamt |
| ---- | ---------------------- | ---- | ------ | ------ | ------ |
| 1    | Russland               | 4    | 1      | 1      | 6      |
| 2    | Vereinigte Staaten     | 2    | 2      | 1      | 5      |
| 3    | Frankreich             | 2    | 1      | 3      | 6      |
| 4    | Portugal               | 2    | -      | 1      | 3      |
| 4    | Deutschland            | 2    | -      | 1      | 3      |
| 6    | Belarus                | 1    | 3      | 1      | 5      |
| 7    | Polen                  | 1    | 1      | -      | 3      |
| 7    | Neuseeland             | 1    | 1      | -      | 2      |
| 9    | Ukraine                | -    | 1      | 2      | 3      |
| 10   | Australien             | -    | 1      | 1      | 2      |
| 10   | Vereinigtes Königreich | -    | 1      | 1      | 2      |
| 10   | Belgien                | -    | 1      | 1      | 2      |
| 13   | Kanada                 | -    | -      | 2      | 2      |